# Whoonga
Whoonga (noto anche come nyaope o wunga) è una droga che è entrata in uso su vasta scala in Sud Africa dal 2010, per lo più nelle impoverite cittadine di Durban, anche se si ritiene che sia comparsa in altri luoghi in Sud Africa.
La sostanza è spesso descritta come un cocktail di vari ingredienti, e questi possono variare, ma l'ingrediente principale della sostanza è l'eroina, spesso fumata con cannabis. Talvolta il farmaco contiene farmaci antiretrovirali, prescritto per il trattamento dell'HIV, ma l'analisi dei campioni non mostra tale contenuto e la polizia ha osservato che è noto che i rivenditori aggiungono "ogni sorta di sostanza".